# Madakavaripalli, Bagepalli
Madakavaripalli là một làng thuộc tehsil Bagepalli, huyện Chikkaballapur, bang Karnataka, Ấn Độ.